# Карпов, Андрей Алексеевич
Андре́й Алексе́евич Ка́рпов (29 ноября 1907 — 2 декабря 1997, Москва) — советский лыжник и тренер по лыжному спорту. Выступал на всесоюзном уровне в конце 1930-х — середине 1940-х годов, многократный чемпион и призёр первенств Советского Союза, на соревнованиях представлял Свердловск и Москву, спортивные общества ОДО и ЦДКА соответственно, заслуженный мастер спорта СССР (1942). Тренер-преподаватель МГУ, старший тренер сборной команды СССР, заслуженный тренер СССР.

## Биография
Родился 29 ноября 1907 года.
До начала Великой Отечественной войны проживал в Москве, выступал за лыжную команду ЦДКА.
Первого серьёзного успеха на всесоюзном уровне добился в 1938 году, когда побывал на чемпионате СССР в Свердловске и завоевал серебряную медаль в гонке на 50 км. В 1940 году на всесоюзном первенстве в Москве в составе сборной РККА одержал победу в пятидесятикилометровой гонке и стал серебряным призёром в гонке патрулей на 10 километров.
Во время войны, будучи спортсменом высокого класса, эвакуировался в Свердловск, присоединился к команде свердловского Окружного дома офицеров и вскоре вошёл в состав сборной города по лыжному спорту. На чемпионате СССР 1943 года вместе с другими свердловскими лыжниками был лучшим в эстафете 4 × 10 км и беге патрулей на 20 км, тогда как в индивидуальной гонке на 30 километров стал серебряным призёром. На всесоюзном первенстве следующего года от сборной Свердловской области вновь одержал победу в двадцатикилометровом беге патрулей, в то время как в эстафете получил бронзу. Ещё через год на аналогичных соревнованиях в Свердловске в третий раз подряд завоевал золото в беге патрулей на 20 км. Последний раз показал сколько-нибудь значимый результат на всесоюзном уровне в сезоне 1946 года, когда на очередном чемпионате Советского Союза со сборной города Свердловска выиграл серебряную медаль в эстафете 4 × 10 км. За выдающиеся спортивные достижения удостоен почётного звания «Заслуженный мастер спорта СССР».
После завершения спортивной карьеры переехал обратно в Москву и занялся тренерской деятельностью. В течение многих лет работал тренером в сборной команде СССР по лыжному спорту, в частности готовил советских лыжников к чемпионату мира 1954 года, к зимних Олимпийским играм 1956 и 1960 годов. Подготовил многих талантливых спортсменов, в том числе в течение долгового времени был личным тренером знаменитой советской лыжницы Зои Болотовой. Впоследствии работал тренером-преподавателем в Московском государственном университете, в период 1964—1980 годов возглавлял женскую сборную МГУ по лыжному спорту. За весомый вклад в подготовку спортсменов высочайшего уровня удостоен звания «Заслуженный тренер СССР».
Умер 2 декабря 1997 года в Москве. Похоронен на Перловском кладбище, участок № 5.
Ежегодно на склонах Воробьёвых гор лыжниками МГУ проводится традиционный кросс памяти заслуженного тренера СССР Андрея Алексеевича Карпова.

## Награды
- орден Трудового Красного Знамени (27.04.1957) — «за успехи, достигнутые в деле развития массового физкультурного движения в стране, повышения мастерства советских спортсменов, и успешное выступление на международных соревнованиях»
- Медаль «За трудовую доблесть» (16.09.1960) — за успешные выступления в XVII летних и VIII зимних Олимпийских играх 1960 года, а также за выдающиеся спортивные достижения[2]